# Basilica San Paolo (métro de Rome)
Basilica San Paolo est une station de la ligne B du métro de Rome qui tient son nom de sa proximité avec la basilique Saint-Paul-hors-les-Murs.

## Situation sur le réseau
Établie en surface, la station Basilica San Paolo est située sur la ligne B du métro de Rome, entre les stations Garbatella , en direction de Rebibbia (B) ou Jonio (B1), et Marconi , en direction de Laurentina.

## À proximité
Les lieux remarquables à proximité, sont : la basilique Saint-Paul-hors-les-Murs, le pont Guglielmo Marconi et l'Université de Rome III.